# 北九州市立花尾中学校
北九州市立花尾中学校（きたきゅうしゅうしりつ はなおちゅうがっこう）は、福岡県北九州市八幡東区桃園四丁目にある公立中学校。

## 教育目標
「心身共に健康な生活習慣のもと、学力・体力の向上を図り、将来の自立へ向け心豊かな生徒の育成をめざす」

## 歴史
- 1929年（昭和4年） - 尋常小学校として位置指定を受ける。
- 1930年（昭和5年） - 「花尾高等小学校」として開校。
- 1935年（昭和10年） - 優秀な小学校に与えられた旗・旌表旗（せいひょうき）を受ける。
- 1941年（昭和16年） - 「花尾国民学校」となる。
- 1945年（昭和20年） - 校舎を焼失した福岡県八幡高等女学校が一時移転し、併置する。
- 1947年（昭和22年） - 学制改革により「八幡市立花尾中学校」となる。
- 1952年（昭和29年） - 同年度新設された陣山中学校が、新校舎完成まで花尾中学校に同居する。
- 1993年（平成5年） - 新校舎が落成する。開校60周年を迎える。
- 1997年（平成9年） - カナダ・スウェーデンの学校と共にインターネット上で製作した新聞が、世界一のグランプリ賞を受ける。
- 1998年（平成10年） - 日本PTA全国協議会より「優良PTA会長表彰」を受賞する。
- 1999年（平成11年） - 北九州市立陣山中学校と統合する。日本PTA全国協議会より表彰される。

## 交通
- 西鉄バス北九州

「児童文化科学館前」と「桃園球場前」が最寄。系統番号の40、41、42、91、都市高速経由197番が停車する。
- JR九州

黒崎駅と八幡駅の中間にある。

## 年間行事
- 4月 入学式
- 5月 マイスター公開授業、修学旅行（3年生）
- 6月 ふれあい合宿（1年生）
- 7月 中体連夏季大会
- 9月 体育大会
- 10月 農村宿泊体験
- 11月 文化発表会
- 3月 卒業式

## 周辺施設
- 北九州市立桃園球場
- 福岡県立八幡中央高等学校
- 北九州市立児童文化科学館
- 北九州市立黒崎中央小学校